# Хорват, Чаба (шахматист)
Чаба Хорват (венг. Horváth Csaba; род. 5 июня 1968) — венгерский шахматист, гроссмейстер (1993).
Двукратный чемпион Венгрии (1994 и 1998).
В составе сборной Венгрии участник 2-х Всемирных шахматных олимпиад (1990 и 1998).
Его брат Йожеф также является шахматистом.

## Изменения рейтинга
| Графики недоступны из-за технических проблем. См. информацию на Фабрикаторе и на mediawiki.org. |